# LOVE.IT
『LOVE.IT』（ラビット）はLOVEのミニアルバム。2009年11月18日にLOCOMUSICよりリリースされた。

## 概要
- LOVE名義としては2年ぶりの作品。
- 今回発表の新曲4曲も全てLOVEとクレジットされているが、実際には大塚愛が制作している。

## 収録内容

### CD
（全作詞・作曲：LOVE）
1. MAGIC
  - エムティーアイ「music.jp」CMソング
2. STARLIGHT
3. MOONLIGHT
4. RED EYE
5. White choco
  - 2ndシングル
6. LOVEのテーマ
  - 1stシングル

### DVD
1. MAGIC（Music Clip）
2. White choco（Music Clip）
3. LOVEのテーマ（Music Clip）